# Gozdków (województwo mazowieckie)
Gozdków – wieś w Polsce położona w województwie mazowieckim, w powiecie szydłowieckim, w gminie Orońsko.
Miejscowość wchodzi w skład sołectwa Zaborowie.
W latach 1975–1998 miejscowość administracyjnie należała do województwa radomskiego.
Wierni Kościoła rzymskokatolickiego należą do parafii św. Mikołaja w Wysokiej.